# 神取橋
神取橋（かんどりばし）は、宮城県石巻市の旧北上川に架かる橋である。宮城県道21号河南米山線上にあり、石巻市和渕地区と石巻市桃生町神取地区を結ぶ。神取橋のすぐ北西側で旧北上川と江合川が合流している。

## 歴史
現在の石巻市桃生町の領域はその周囲の大部分を北上川に囲まれていて、内外への出入りには渡河を必要とした。橋が架設される以前は渡し船が運航され、神取はその船場の一つだった。
1931年（昭和6年）、永久橋に架け替えられた米谷の船橋が払い下げられて、これが修理の上で神取と和渕の間に神取橋として架設された。しかし、この船橋は老朽化や流氷による損傷のためにしばしば取り外して修理を必要とし、特に石巻線の佳景山駅と志津川、気仙沼、登米郡方面を結ぶ路線バスの運行に支障を来たした。こうした状況から固定橋への架け替えが望まれ、1941年（昭和16年）に宮城県が県費で木橋の固定橋に架け替えた。1965年（昭和40年）に現在のコンクリート塗装（鋼）の永久橋に架け替えられ、6月3日の10時に桃生町と対岸の河南町の共催による橋の落成式が行われた。1985年（昭和60年）には人道橋が設置された。

## 構造
- 単純トラス

## 周辺
- 神取山城跡
- JR気仙沼線和渕駅
- 日本郵政神取郵便局
- 石巻市立和渕小学校
- 石巻市立和渕保育所
- 和渕山

## 隣の橋
- （旧北上川上流） 豊里大橋 - 神取橋 - 天王橋（下流）
- （江合川上流） 江合川橋梁（鉄橋。JR気仙沼線） - 神取橋 - 天王橋（下流）